# Lewis Hall
Lewis Kieran Hall (* 8. září 2004) je anglický fotbalista, který hraje jako levý obránce nebo záložník za Newcastle United FC a anglickou reprezentaci.

## Klubová kariéra

### Chelsea
Hrál za Chelsea do 18 a 23 let, v roce 2021 byl nevyužitým náhradníkem ve čtvrtfinále EFL Cupu proti Brentfordu. Dne 8. ledna 2022 debutoval proti Chesterfieldu v FA Cupu. 
V Premier League debutoval dne 12. listopadu 2022 proti Newcastle United. 

### Newcastle United
Dne 22. srpna 2023 byl poslán na sezónní hostování do Newcastle United. Dne 24. září debutoval proti Sheffield United. Dne 1. listopadu vstřelil proti Manchesteru United v EFL Cupu gól. 15. května 2024 vstřelil proti stejnému soupeři svůj první gól v Premier League. 1. července do klubu přestoupil. 
V sezóně 2024/2025 utrpěl v zápase proti Liverpoolu zranění, které ho vyřadilo do konce sezóny.